# Font dels Atletes
La font dels Atletes (castellà: Fuente de los Atletas) és una obra de l'escultor uruguaià José Luis Zorrilla de San Martín.
El monument va ser creat el 1927 i inaugurat oficialment tres anys després, el 1930. Presenta una simbologia clàssica, amb al·lusions romanes. Actualment, està ubicat al Parque Rodó de Montevideo.